# Bixaceae
Bixaceae eller Annattoväxter är en familj tvåhjärtbladiga tropiska växter, med spiralformade enkla blad med undersittande frukter som innehåller väggfästa fröämnen, som huvudsakligen växer i de tropiska regionerna i Amerika. Innan placerades familjen i ordningen Violales, vilken den flyttades ifrån tillsammans med några andra familjer till ordningen malvales.
Familjen innehåller tre släkten och totalt 25 arter, även om släktet Cochlospermum ibland placeras i en egen familj, Cochlospermaceae. Den mest välkända arten i familjen är annattoträdet varifrån annatto kan tillverkas.
Även om familjen är liten så innehåller den både träd, örter och buskar. Växterna är tvåkönade och alla arter har fem foderblad. Alla planter i familjen producerar en röd, orange eller gul latex.